# Der Staatsanwalt hat das Wort: Die Kraftprobe
Die Kraftprobe ist ein deutscher Fernsehfilm von Vera Loebner aus dem Jahr 1973. Das kriminologische Fernsehspiel erschien als 28. Folge der Filmreihe Der Staatsanwalt hat das Wort.

## Handlung
Der 21-jährige Hasso will der lieblosen Strenge der Eltern entrinnen. Doris ist nicht nur bereit, ihn zu verstecken, sondern auch mit ihm zu gehen. Sie fühlt sich von der Mutter unverstanden. Eckehard flieht das Elternhaus, weil er der ständigen Bevormundung und Überforderung entgehen will. Machen ihm die Eltern doch ständig zum Vorwurf, dass er mit seinen Leistungen nicht die Hoffnungen erfüllt, die sie in ihn gesetzt haben. So unterschiedlich wie die Elternhäuser sind auch die Charaktere der jungen Menschen, die sich spontan zusammengefunden haben, um das Abenteuer zu suchen. Sie verstricken sich in mehrere Straftaten, die mit ihrer Festnahme jäh beendet werden.

## Produktion
Die Kraftprobe entstand 1972/1973 im Zuständigkeitsbereich des DDR-Fernsehens, Bereich Unterhaltende Dramatik – HA: Reihenproduktion, Sendereihe „Der Staatsanwalt hat das Wort“.
Szenenbild: Manfred Glöckner; Dramaturgie: Käthe Riemann; Kommentare: Peter Przybylski.
Der Film ist zum größten Teil verschollen.